# New Belgium Brewing Company

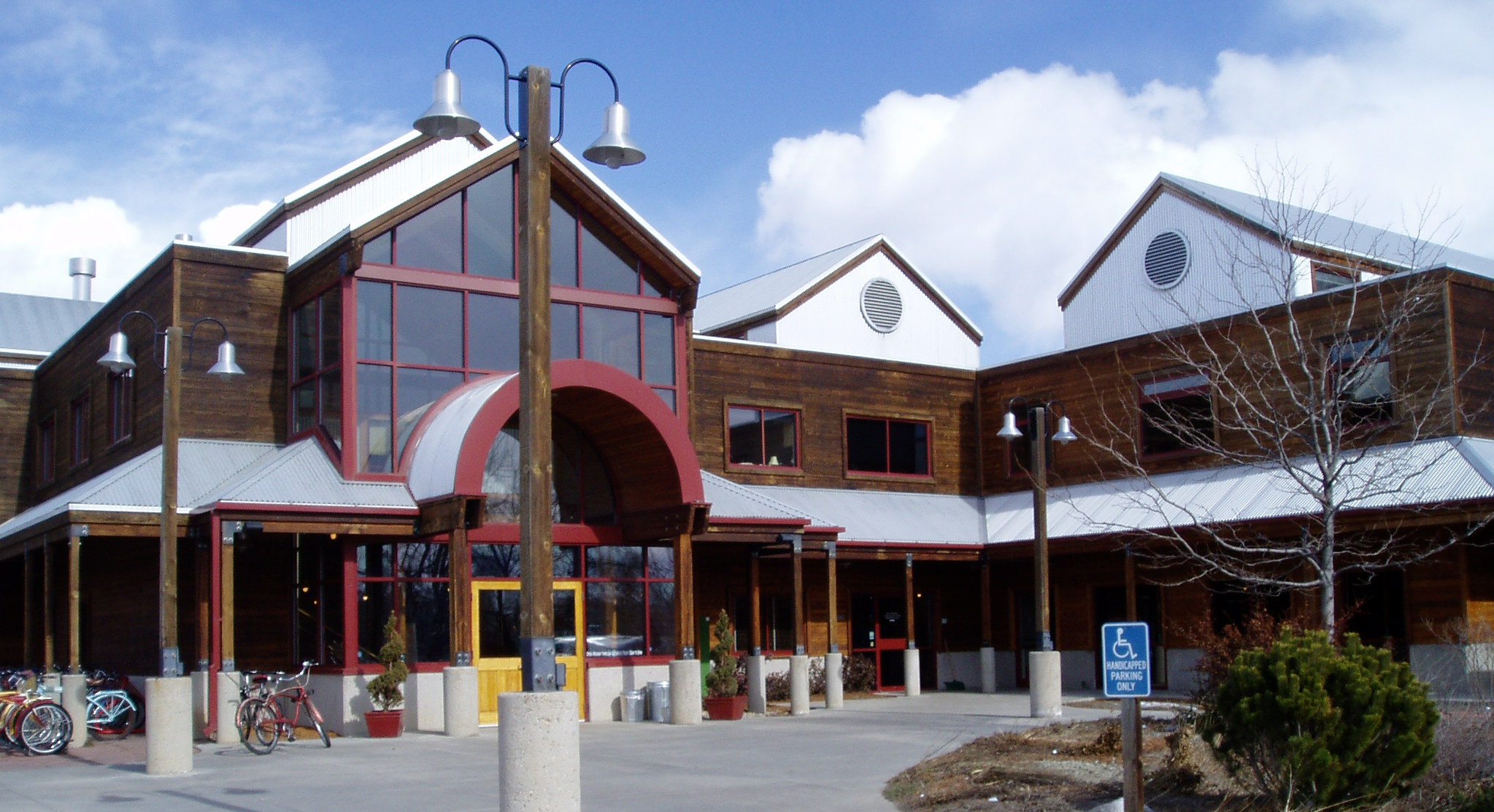
Firmensitz in Fort Collins, CO

Die New Belgium Brewing Company ist eine US-amerikanische Brauerei mit Sitz in Fort Collins im US-Bundesstaat Colorado.

## Geschichte
Gegründet wurde die Brauerei 1991 von Kim Jordan und ihrem damaligen Ehemann Jeff Lebesch, der zu diesem Zeitpunkt in der eigenen Küche als Heimbrauer tätig war. Den Impuls bekamen die beiden – sie bis dahin als Sozialarbeiterin tätig und er als Elektrotechniker – im Rahmen einer Fahrradrundreise durch Belgien. Ab dem Jahr 1996 wurden Firmenanteile an die Mitarbeiter ausgegeben und im Jahr 2012 gingen sämtliche Anteile an das Personal über. Sieben Jahre später übernahm Lion Little World Beverages, eine Geschäftseinheit des japanischen Getränkeherstellers Kirin die Brauerei für einen ungenannte Summe. Im Oktober 2021 erfolgte die Übernahme der Michigan’s Bell’s Brewery, die gemessen am Absatz des Vorjahres die siebtgrößte Craftbeer-Brauerei in den USA war.
Die New Belgium Brewing Company wuchs bis Ende der 2010er-Jahre zur viertgrößten Brauerei für Craftbeer der USA heran. Anfang 2016 schätzte das US-Wirtschaftsmagazi Forbes den Umsatz auf 225 Mio. US-Dollar; die geschätzte Produktionsmenge für dieses Jahr lag bei 957.969 Barrel. Im Folgejahr erreichte die Brauerei erstmals den Vertrieb in allen 50 US-Bundesstaaten und Ende 2022 erfolgte zudem ein internationaler Vertrieb in Kanada, Australien, Japan, Südkorea, Schweden und Norwegen.

## Biere
Mit Stand Ende 2023 werden unternehmensseitig sechs Biere des Stils Ale als ganzjährig erhältlich angegeben: Fat Tire (klassisches Ale), Dominga („Mimosa Sour Ale“), Trippel (belgische Art), 1554 (Dunkel), La Folie (braun) und Le Terroir („Dry-Hopped American Sour Ale“). Das IPA Voodoo Ranger gilt als Top-IPA-Marke in den USA.
Darüber hinaus produziert die Brauerei auch saisonal erhältliche Biere wie das Holiday Ale für die Weihnachtszeit.